# 新彼得里夫卡 (皮夏尼布里德市鎮)
48°8′11″N 31°25′44″E / 48.13639°N 31.42889°E
新彼得里夫卡（烏克蘭語：Новопетрівка）是位於烏克蘭中部的村莊，由基洛夫格勒州新烏克蘭卡區的皮夏尼布里德市鎮負責管轄。該村始建於1925年，面積0.74平方公里，海拔高度196米，2001年人口218，人口密度每平方公里293.4人。